# Вюлленвебер, Тереза фон
Мари́я Тере́за фон Вю́лленвебер (нем. Maria Therese von Wüllenweber), в монашестве Мари́я Апо́столов фон Вюлленвебер (нем. Maria von den Aposteln von Wüllenweber; 19 февраля 1833, Коршенбройх, Рейнская провинция — 25 декабря 1907, Рим) — монахиня, основательница и генеральная настоятельница Конгрегации сестёр Божественного Спасителя (S.D.S.), или сальваторианок; блаженная Римско-католической церкви. Литургическая память ей отмечается 25 декабря.

## Биография
Мария Тереза фон Вюлленвебер родилась в замке Миллендонк, близ городка Мёнхенгладбах, 19 февраля 1833 года. Она была дочерью барона Теодора фон Вюлленвебера и Елизаветы, урождённой Лефорт. Под руководством матери получила домашнее начальное образование. В 1848 году продолжила обучение в пансионате бенедиктинок в городе Льеж. Спустя два года, завершив образование, вернулась домой и помогала родителям в управлении семейным имуществом. В 1853 и 1857 году участвовала в духовных упражнениях под руководством иезуитов, во время которых почувствовала призвание к миссионерской деятельности. В 1857 году поступила в Общество Святейшего Сердца и стала послушницей в общине в Блюментале, недалеко от Аахена. Принесла временные монашеские обеты. Выполняла различные послушания в общинах в Варендорфе и Орлеане, однако харизма конгрегации не вполне соответствовала её призванию. В марте 1863 года Тереза покинула Общество Святейшего Сердца, где приобрела важный духовный и педагогический опыт. Некоторое время она находилась в монастыре визитанток в Мюэльхайм-ан-дер-Мёне, затем вернулась домой.
В 1868 году Тереза поступила в Конгрегацию сестёр непрестанной адорации в городе Льеж. Её апостольская деятельность, направленная на помощь бедным, прежде всего детям из бедных семей, проходила в общинах в Льеже, Генте и Брюсселе. Спустя два года она снова вернулась домой. В 1872 году, по совету духовника, Тереза решила основать новую конгрегацию. С этой целью в 1876 году сняла часть аббатства Нойверке в Мёнхенгладбахе, некогда принадлежавшим бенедиктинцам, которое полностью выкупила в 1879 году. Здесь ею был основан институт святой Варвары для оказания помощи девочкам-сиротам и обездоленным женщинам. В 1882 году Тереза познакомилась со священником Иоганном Баптистом Йорданом, который пригласил её в Рим в общину, основанного им ранее апостольского общества. Тереза присоединилась этому обществу и принесла частные обеты. В 1883 году основатель разделил общество на мужскую и женскую ветви. В июле 1884 года Тереза посетила Рим, но вскоре вернулась в Нойверк. В 1885 году женская ветвь общества была преобразована в Конгрегацию сестёр милосердия Богоматери Скорбящей, однако основатель не ввёл в неё Терезу и её общину.
В ноябре 1888 года Иоганн Баптист Йордан, принявший в монашестве новое имя Франциска Марии Креста, пригласил Терезу, вместе с её сподвижницами, в Тиволи, в Итальянское королевство. Здесь, 8 декабря 1888 года, они основали первую общину будущей миссионерской конгрегации. В 1889 году Тереза принесла вечные монашеские обеты, взяв новое имя Марии Апостолов. Она была поставлена настоятельницей общины и возглавила новициат. В 1893 году новый институт получил название Конгрегации сестёр Божественного Спасителя, или сальваторианок. После основания, число призваний в конгрегации быстро росло. В главный дом в Тиволи кандидатки прибывали из Германской империи, Швейцарии и Австро-Венгрии. Через несколько лет первые монахини института отбыли на миссию в Индию и Эквадор. В 1894 году в главном доме в Тиволи была открыта большая семинария для подготовки будущих миссионерок, руководил которой сооснователь Франциск Креста. Вспыхнувшая эпидемия тифа, привела к переезду части монахинь в Рим. В 1904 году сюда был переведён главный дом, а в общине в Тиволи некоторое время готовили только послушниц.
Дома конгрегации были открыты в Австро-Венгрии, Швейцарии, Бельгии, Индии и США. Как генеральная настоятельница, Мария Апостолов посетила все общины конгрегации в Европе. От напряженной миссионерской деятельности она почти ослепла. В 1905 года на первом капитуле конгрегации её переизбрали настоятельницей. Состояние её здоровья продолжило ухудшаться. В августе 1903 года она написала духовное завещание. Мария Апостолов умерла 25 декабря 1907 года в Риме. Её похоронили на кладбище Кампо-Санто-Тевтонико в Ватикане. В 1952 году останки подвижницы были перенесены в церковь при главном доме сальваторианок в Риме.

## Прославление
13 октября 1968 года римский папа Павел VI провозгласил её блаженной. Литургическая память отмечается 5 сентября. 